# Italian Allstars 4 Life
Italian Allstars 4 Life ist eine aus zahlreichen bekannten italienischen Musikern bestehende Supergroup, die 2020 im Rahmen der COVID-19-Pandemie den Benefizsong Ma il cielo è sempre più blu (Italian Stars 4 Life) veröffentlichte.

## Geschichte
Anlässlich der Auswirkungen der COVID-19-Pandemie in Italien 2020 fanden sich 55 italienische Musiker zusammen, um eine Coverversion des Liedes Ma il cielo è sempre più blu von Rino Gaetano aufzunehmen. Die ursprüngliche Fassung des Liedes war 1975 veröffentlicht worden und hatte den Cantautore Gaetano erstmals einem breiteren Publikum bekannt gemacht. Seitdem hatte es bereits verschiedene Coverversionen gegeben, unter anderem von Giusy Ferreri aus dem Jahr 2009, die Platz zwei der italienischen Charts erreichte.
Aufgrund der Quarantänebestimmungen kamen die am Projekt Beteiligten nicht zur Aufnahme zusammen, sondern jeder Interpret nahm seine Liedzeilen in der jeweiligen privaten Umgebung auf. Mit diesen Ausschnitten sind alle Beteiligten auch im dazugehörigen Musikvideo zu sehen. Die Wohltätigkeitsinitiative wurde vom Musikjournalisten Franco Zanetti auf Rockol.it konzipiert, von den Produzenten Takagi & Ketra und Dardust umgesetzt und von Amazon zusammen mit den wichtigsten Industrieverbänden des italienischen Musiksektors Associazione fonografici italiani (AFI), Federazione Industria Musicale Italiana (FIMI) und Produttori Musicali Indipendenti (PMI) gefördert. Alle Erlöse werden an das Italienische Rote Kreuz gespendet, um Il tempo della gentilezza zu unterstützen, ein Projekt zur Unterstützung der am stärksten von der Pandemie betroffenen Menschen.
Ma il cielo è sempre più blu (Italian Stars 4 Life) wurde am 7. Mai 2020 als Vorschau auf Amazon.com und am nächsten Tag als Download auf allen Musikplattformen veröffentlicht. Es erreichte Platz fünf der italienischen Charts.

## Beteiligte
- Alessandra Amoroso
- Annalisa
- Arisa
- Baby K
- Claudio Baglioni
- Benji & Fede
- Loredana Bertè
- Boomdabash
- Carl Brave
- Michele Bravi
- Bugo
- Luca Carboni
- Simone Cristicchi
- Gigi D’Alessio
- Cristina D’Avena
- Fred De Palma
- Diodato
- Dolcenera
- Elodie Di Patrizi
- Emma Marrone
- Fedez
- Giusy Ferreri
- Fabri Fibra
- Fiorello
- Alessandro Gaetano (Neffe Rino Gaetanos)
- Francesco Gabbani
- Irene Grandi
- Il Volo
- Izi
- Paolo Jannacci
- J-Ax
- Emis Killa
- Levante
- Lo Stato Sociale
- Fiorella Mannoia
- Marracash
- Marco Masini
- Ermal Meta
- Gianni Morandi
- Fabrizio Moro
- Nek
- Noemi
- Rita Pavone
- Piero Pelù
- Max Pezzali
- Pinguini Tattici Nucleari
- Pupo
- Raf
- Eros Ramazzotti
- Francesco Renga
- Samuel
- Francesco Sarcina
- Saturnino
- Umberto Tozzi
- Ornella Vanoni
- Takagi & Ketra: Produktion
- Dardust: Produktion
- Pino Pinaxa: Mix